# Evans Butte
Evans Butte är en bergstopp i Antarktis. Den ligger i Västantarktis. Inget land gör anspråk på området. Toppen på Evans Butte är 2 570 meter över havet.
Terrängen runt Evans Butte är kuperad åt nordväst, men åt sydost är den bergig. Trakten är obefolkad. Det finns inga samhällen i närheten.